# 浦口镇 (醴陵市)
浦口镇，是中华人民共和国湖南省株洲市醴陵市下辖的一个乡镇级行政单位。

## 行政区划
浦口镇下辖以下地区：
大桥社区、官山社区、保丰村、三铺村、李洲村、天符村、荣坪村、河泉村、山塘村、花椒村、冷水村、碧泉村、贯古村、茅坪村、仙石村、东方村和合水村。